# Trojáčovití
Trojáčovití (Erotylidae) je čeleď brouků, která obsahuje přes 100 rodů, včetně těch, které dříve byly zařazovány do bývalé čeledi Languriidae, které jsou v současnosti zařazovány do podčeledi Languriinae:
- Acropteroxys Gorham, 1887
- Acryptophagus
- Aegithus
- Amblyopus Lacordaire, 1842
- Amblyscelis Gorham, 1888
- Anadastus
- Apolybas Alvarenga, 1965
- Atomarops Reitter
- Aulacochilus Lacordaire, 1842
- Bolerus Grouvelle
- Brachypterosa Zablotny et Leschen, 1996
- Brachysphaenus
- Caenolanguria
- Callischyrus
- Camptocarpus
- Cathartocryptus Sharp, 1886
- Chinophagus Ljubarsky, 1997
- Cladoxena Motschulsky
- Cnecosa
- Coccimorphus Hope, 1841
- Coelocryptus Sharp, 1900
- Combocerus Bedel, 1867
- Coptengis Crotch, 1876
- Crotchia Fowler
- Crowsenguptus
- Cryptodacne Sharp, 1878
- Cryptophilus Reitter, 1874
- Cypherotylus Crotch, 1873
- Cytorea
- Dacne Latrielle, 1796
- Dapsa
- Dasydactylus Gorham, 1887
- Doubledaya
- Ectrapezidera
- Ellipticus
- Empocryptus Sharp
- Encaustes Lacordaire, 1842
- Episcapha Dejean, 1837
- Episcaphula Crotch
- Erotylus Fabricius, 1775
- Eutriplax Lewis, 1887
- Fitoa
- Gibbifer
- Goniolanguria
- Haematochiton
- Hapalips Reitter, 1877
- Henoticonus Reitter, 1878
- Hirsotriplax
- Homoeotelus Hope, 1841
- Hoplepiscapha Lea, 1922
- Iphiclus
- Ischyrus Crotch, 1873
- Languria Latreille, 1802
- Languriomorpha
- Langurites Motschulsky, 1860
- Lepidotoramus Leschen, 1997
- Leucohimatium Rosenhauer, 1856
- Linodesmus  Bedel, 1882
- Loberogosmus Reitter
- Loberolus
- Loberonotha Sen Gupta et Crowson 1969
- Loberopsyllus
- Loberoschema Reitter
- Loberus LeConte, 1861
- Lobosternum
- Lybanodes
- Lybas
- Macromelea Hope
- Macrophagus Motschulsky
- Malleolanguria
- Megalodacne Crotch, 1873
- Megischyrus Crotch, 1873
- Meristobelus
- Microlanguria Lewis
- Microsternus
- Mycotretus Chevrolat in Dejean, 1837
- Neoloberolus
- Nomotus
- Ortholanguria
- Othniocryptus Sharp, 1900
- Paphezia Zablotny et Leschen, 1996
- Paracladoxena Fowler
- Pediacus
- Penolanguria Kolbe
- Pharaxonotha Reitter, 1875
- Platoberus Sharp
- Prepopharus
- Promecolanguria
- Protoloberus Leschen, 2003
- Pselaphacus Percheron, 1835
- Pselaphandra Jacobson, 1904
- Pseudhapalips Champion
- Pseudhenoticus Sharp
- Pseudischyrus
- Rhodotritoma Arrow, 1925
- Scaphidomorphus Hope, 1841
- Scaphodacne Heller, 1918
- Setariola Jakobson, 1915
- Spondotriplax
- Stengita
- Stenodina
- Telmatoscius Sharp –T. claviger Sharp*
- Teretilanguria
- Tetralanguria
- Thallis
- Thallisella Crotch
- Tomarops Grouvelle, 1903
- Trapezidera
- Trichotritoma
- Trichulus
- Triplacidea Gorham, 1901
- Triplax  Herbst, 1793
- Tritoma Fabricius, 1775
- Truquiella Champion
- Xenocryptus Arrow, 1929
- Xenoscelis Wollaston, 1864
- Xestus
- Zavaljus
- Zythonia Westwood, 1874